# Église Saint-Matthieu de La Grave
L'église Saint-Matthieu est une église située à La Grave, au lieu-dit les Terrasses, dans les Hautes-Alpes, en France. Elle est inscrite au titre des monuments historiques.

## Histoire
Cette église a été construite au milieu du XIXe siècle grâce au don d'un riche négociant originaire du lieu, Eugène Salomon.
Elle est inscrite dans sa totalité au titre des monuments historiques depuis 1988.
Elle est propriété de la commune de La Grave.

## Description

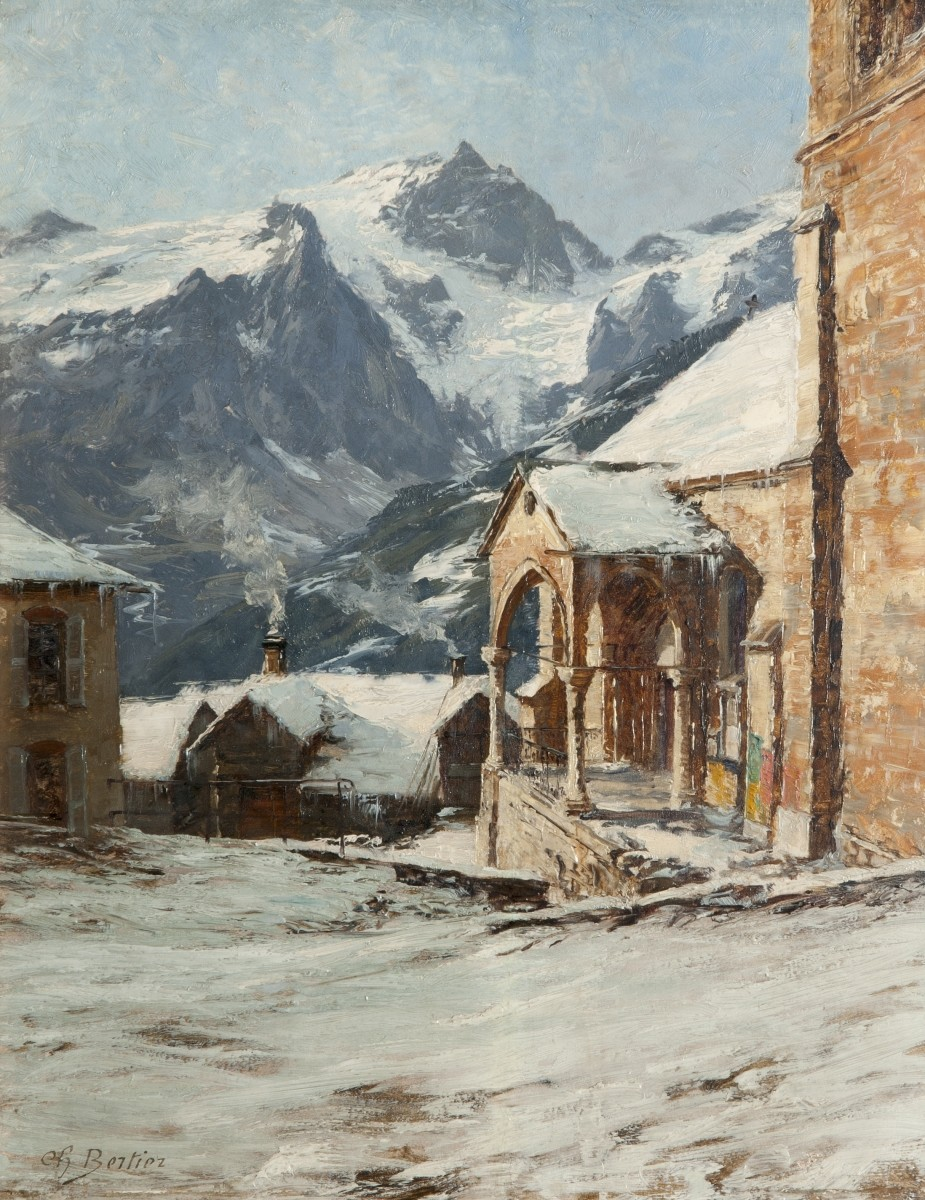
La Meije, vue du Hameau, les terrasses (La Grave), Charles Bertier (1860-1924).

L'église, du fait notamment de son époque de construction, présente un mélange architectural néo-gothique.
La majeure partie de l'édifice est en tuf calcaire issu de tufières du vallon de la Buffe, tout proche ; seuls le soubassement et les quatre piliers du porche sont en calcaire gris. Le porche, qui permet l'accès principal, est inspiré de ceux des églises du XVIe siècle, nombreux dans les Alpes du Sud. Comme les autres églises du canton construites ou restaurées dans la seconde moitié du XIXe siècle, ses parois intérieures sont ornées de décors peints ; le vitrail de son mur nord a été réalisé en 1863 par l'atelier parisien Lusson.
Elle présente un plan allongé et trois vaisseaux, couverts de voûtes d'arêtes ; le toit est à longs pans et la flèche en pierre.
Comme les autres églises du canton construites ou restaurées dans la seconde moitié du XIXe siècle, ses parois intérieures sont ornées de décors peints ; le vitrail de son mur nord a été réalisé en 1863 par l'atelier parisien Lusson.